# Rimmel Daniel
Rimmel Daniel (Londra, 28 gennaio 1991) è un calciatore grenadino, difensore del Waltham Abbey.

## Caratteristiche tecniche
È un terzino sinistro.

## Carriera

### Club
Comincia a giocare al Gillingham. Dopo due stagioni, nel 2010 passa al Waltham Forest. Nel 2011 si trasferisce all'Aveley. Nel 2012 si accasa all'Hornchurch. Nel 2013 viene acquistato dal Tilbury.

### Nazionale
Ha debuttato in nazionale il 28 giugno 2009, nell'amichevole Grenada-Antigua e Barbuda (2-2), in cui ha messo a segno la rete del momentaneo 2-1. Ha partecipato, con la nazionale, alla Gold Cup 2009. Ha collezionato in totale, con la maglia della nazionale, 5 presenze e una rete.

## Statistiche

### Cronologia presenze e reti in Nazionale
| Cronologia completa delle presenze e delle reti in nazionale ― Grenada | Cronologia completa delle presenze e delle reti in nazionale ― Grenada | Cronologia completa delle presenze e delle reti in nazionale ― Grenada | Cronologia completa delle presenze e delle reti in nazionale ― Grenada | Cronologia completa delle presenze e delle reti in nazionale ― Grenada | Cronologia completa delle presenze e delle reti in nazionale ― Grenada | Cronologia completa delle presenze e delle reti in nazionale ― Grenada | Cronologia completa delle presenze e delle reti in nazionale ― Grenada |
| Data                                                                   | Città                                                                  | In casa                                                                | Risultato                                                              | Ospiti                                                                 | Competizione                                                           | Reti                                                                   | Note                                                                   |
| ---------------------------------------------------------------------- | ---------------------------------------------------------------------- | ---------------------------------------------------------------------- | ---------------------------------------------------------------------- | ---------------------------------------------------------------------- | ---------------------------------------------------------------------- | ---------------------------------------------------------------------- | ---------------------------------------------------------------------- |
| 28-6-2009                                                              | Saint George's                                                         | Grenada                                                                | 2 – 2                                                                  | Antigua e Barbuda                                                      | Amichevole                                                             | 1                                                                      | 77’                                                                    |
| 8-7-2009                                                               | Washington                                                             | Haiti                                                                  | 2 – 0                                                                  | Grenada                                                                | Gold Cup 2009                                                          | -                                                                      | 26’                                                                    |
| 11-7-2009                                                              | Foxborough                                                             | Honduras                                                               | 4 – 0                                                                  | Grenada                                                                | Gold Cup 2009                                                          | -                                                                      | 85’                                                                    |
| 22-10-2010                                                             | Saint George's                                                         | Grenada                                                                | 3 – 1                                                                  | Porto Rico                                                             | Qual. Gold Cup 2011                                                    | -                                                                      | 77’                                                                    |
| 5-12-2010                                                              | Fort-de-France                                                         | Grenada                                                                | 0 – 1                                                                  | Cuba                                                                   | Qual. Gold Cup 2011                                                    | -                                                                      | 63’                                                                    |
| Totale                                                                 |                                                                        | Presenze                                                               | 5                                                                      |                                                                        | Reti                                                                   | 1                                                                      |                                                                        |